# Johann V. (Oldenburg)

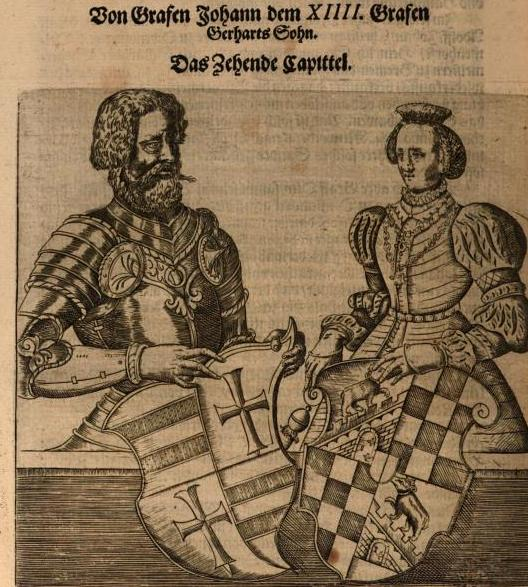
Illustration von Graf Johann von Oldenburg von Hermann Hamelmann der Oldenburgisch Chronicon 1599

Graf Johann V. von Oldenburg und Delmenhorst (* 1460 in Oldenburg; † 10. Februar 1526 ebenda) war Graf von Oldenburg aus dem Haus Oldenburg. Seine Eltern waren Graf Gerd der Mutige (1430–1500) und Adelheid von Tecklenburg.

## Leben
Nach dem Regierungsverzicht des Vaters 1482 übernahm Johann die oldenburgische Landesherrschaft zunächst gemeinsam mit seinem älteren Bruder Adolf (bezeugt 1463–1500). Außer diesen beiden erscheinen gelegentlich auch ihre jüngeren Brüder Christian († 1492) und Otto (⚔ 1500) als Herrschaftsteilhaber. Johann erwies sich rasch als die dominierende Gestalt, auch weil Adolf während einer noch von dem Vater ererbten Fehde Oldenburgs mit Ostfriesland im November 1483 in ostfriesische Gefangenschaft geriet und nach seiner Freilassung 1486 politisch im Hintergrund blieb. Der Tod Adolfs im Jahre 1500 machte ihn auch formal zum allein regierenden Oldenburger Landesherrn.
1503 beauftragte Johann V. den Augustinermönch Johannes Schiphower, eine bisher fehlende Geschichtsdarstellung des Grafenhauses Oldenburg zu verfassen. Schiphower kam dem nach und verfasste entsprechend die erste Oldenburger Grafenchronik Chronicon Archicomitum Oldenburgensium, die bestrebt ist, die Ehre des Hauses Oldenburg positiv darzustellen. Die Oldenburger Grafenchronik wurde bis 1521 stetig erweitert und ist bis heute ein wichtiges Dokument der oldenburgischen Landesgeschichte.
Den mit Oldenburg konkurrierenden Graf von Ostfriesland, Edzard I., versuchte er durch Bündnisse in Schach zu halten. Im Rahmen der Sächsischen Fehde griff er zusammen mit den vereinigten Herzögen von Braunschweig-Lüneburg Edzard an und konnte im Januar 1514 Butjadingen und das Stadland sowie Teile der Friesischen Wehde von diesem erobern. Oldenburg erhielt zunächst das Stadland mit Esenshamm und Abbehausen als Allodium, 1517 musste Graf Johann das Gebiet als Lehen von Herzog Heinrich dem Jüngeren von Braunschweig-Wolfenbüttel nehmen. Aber nach einem 1515 gescheiterten Aufstand der Butjadinger Bauern veräußerten die welfischen Herzöge nach und nach ihren Besitz an den Oldenburger Grafen, so dass 1523 Butjadingen endgültig oldenburgisch wurde. Die oldenburgische Herrschaft über die friesische Wesermarsch sicherte Johann durch den Bau der Festung Ovelgönne, unmittelbar an der alten Grenze Oldenburgs zum Stadland.
Als Voraussetzung für seine Erfolge trieb Johann die konzentriert durchgehaltene Steigerung der landesherrlichen Einkünfte voran. Er betrieb dazu Eindeichungen und kolonisierenden Landesausbau, so etwa nördlich und nordwestlich von Elsfleth, im nördlichen Moorriem, im Gebiet von Ovelgönne und Schwei, sowie in der Jadeniederung. Insgesamt wurden in Johanns Regierungszeit etwa 2.500 Hektar Neuland gewonnen, das er meist zur Anlage zinspflichtiger bäuerlicher Hofstellen nach Meierrecht nutzte. Mit der anhaltenden Verbesserung seiner Finanzen löste er verpfändete Besitzrechte des Grafenhauses wieder ein, so etwa 1511 das seit 1408 von der Stadt Bremen verwaltete Land Würden (Kirchspiel Dedesdorf) rechts der Weser. Weiterhin nutzte Johann seine Mittel für den Erwerb von Höfen aus adligem Besitz, was den ohnehin unbedeutenden oldenburgischen Landadel schwächte und nutzte dies so auch zum Ausbau seiner landesherrlichen Autorität. Indem er auch noch gegen die Autonomiebestrebungen der Stadt Oldenburg einschritt, begann mit Johanns Herrschaft die Entwicklung der Grafschaft Oldenburg zu einem absolutistisch regierten Staat. Oldenburg blieb allerdings, entgegen Johanns Bemühungen, unter der Lehnshoheit des Heiligen Römischen Reiches.
Nach Johanns Tod 1526 regierten seine vier Söhne als gemeinsame Grafen von Oldenburg. Anton I. überlebte am längsten und war zum Schluss allein herrschender Graf.

## Familie
Johann V. heiratete 1498 Anna von Anhalt-Zerbst († 1531), die Tochter von Georg I. von Anhalt-Zerbst, und hatte mit ihr folgende Kinder:
- Johann, als Johann VI. Graf von Oldenburg
- Anna
- Georg
- Christoph
- Anton, als Anton I. Graf von Oldenburg

Auch außerhalb der Ehe hatte Johann zwei Kinder:
- Moritz[2][3]
- Margaretha[4][5] verheiratet Hinrich Jüchter.